# Bob's

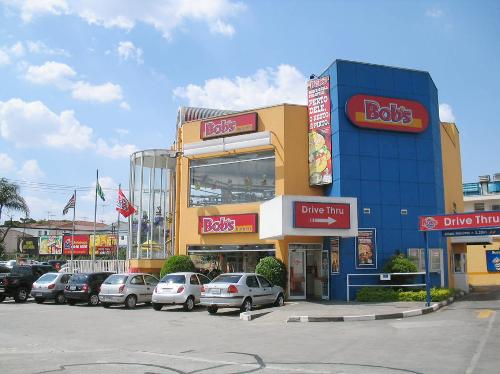

Bob's는 브라질의 패스트 푸드 체인점이다. 미국 출신의 테니스 선수로 1948년의 윔블던 선수권 우승자이며, 브라질로 귀화한 로버트 팔켄버그가 1952년에 창업했다. 명칭은 팔켄버그의 애칭 "밥"(Bob)에 연유한다.